# Wetterbygden Stars
O Sanda Basketbollklubb, conhecido como Wetterbygden Stars, é um clube profissional de basquetebol sediado na cidade de Ionecopinga, Suécia que atualmente disputa a Liga Sueca. Manda seus jogos no Huskvarna Sporthall.

## Temporada por Temporada
| Temporada | Nível | Liga        | Pos. | Pós Temporada |
| --------- | ----- | ----------- | ---- | ------------- |
| 2015-16   | 2     | BasketEttan | 10   |               |
| 2016-17   | 2     | BasketEttan | 4    |               |
| 2017-18   | 2     | SuperEttan  | 2    | Promovido     |

fonte:eurobasket.com